# シェバー・ファームズ
座標: 北緯33度17分 東経35度42分 / 北緯33.283度 東経35.700度

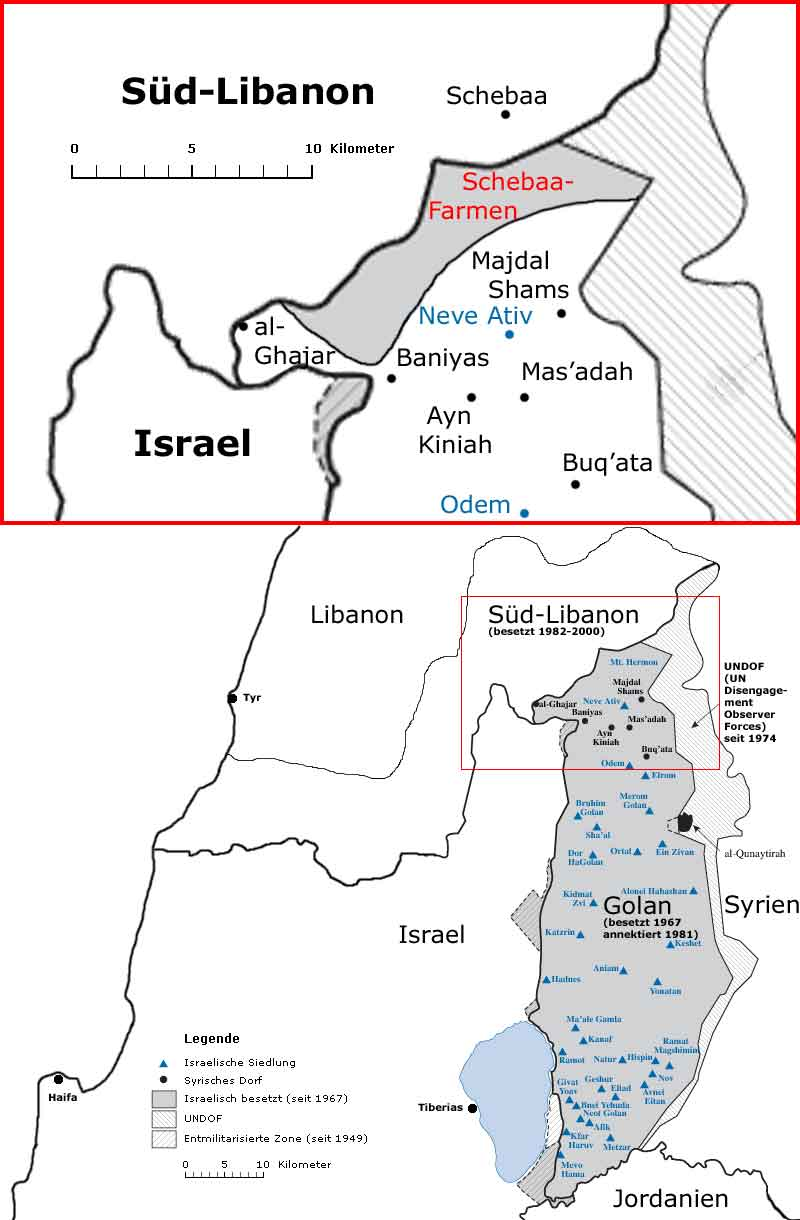
シェバー・ファームズの位置

シェバー・ファームズ（英語: Shebaa Farms、アラビア語: مزارع شبعا，Mazāri‘ Šib‘ā、ヘブライ語: חוות שבעא）は、レバノン、シリア、イスラエルの国境地帯にある農地である。面積は約10平方kmに及ぶ。イスラエルはシェバーを実効支配しているが、レバノン、ヒズボラ、シリアも所有権を主張し、国際連合はシリアに所有権があるとしている。
1967年の第三次中東戦争以降、イスラエルが占領していて、2000年にレバノン領から撤退したが、農地の占領は現在も続けている。だが、レバノンはずっとイスラエルに即時返還を求めている。